# Nationalligaen 1999
La Nationalligaen 1999 è stata la 12ª edizione del campionato di football americano di primo livello, organizzato dalla DAFF.

## Squadre partecipanti
| Club               | Città     | Stadio | Sponsor ufficiale | Risultato nella stagione 1998 |
| ------------------ | --------- | ------ | ----------------- | ----------------------------- |
| Aarhus Tigers      | Aarhus    |        |                   |                               |
| Esbjerg Hurricanes | Esbjerg   |        |                   |                               |
| Herlev Rebels      | Herlev    |        |                   |                               |
| Kronborg Knights   | Helsingør |        |                   |                               |
| Odense Swans       | Odense    |        |                   |                               |
| Roskilde Kings     | Roskilde  |        |                   |                               |
| Vejle Saints       | Vejle     |        |                   |                               |

## Stagione regolare

### Calendario

#### 1ª giornata
| 10 aprile 1999, ore 12:00 | Vejle Saints | 0 – 53 referto | Kronborg Knights |  |

| 10 aprile 1999, ore 12:00 | Esbjerg Hurricanes | 0 – 28 referto | Roskilde Kings |  |

#### 2ª giornata
| 17 aprile 1999, ore 12:00 | Odense Swans | 6 – 42 referto | Aarhus Tigers |  |

| 17 aprile 1999, ore 12:00 | Herlev Rebels | 55 – 0 referto | Vejle Saints |  |

#### 3ª giornata
| 25 aprile 1999, ore 12:00 | Roskilde Kings | 50 – 0 referto | Vejle Saints |  |

| 25 aprile 1999, ore 12:00 | Kronborg Knights | 40 – 6 referto | Odense Swans |  |

#### 4ª giornata
| 1º maggio 1999, ore 12:00 | Kronborg Knights | 40 – 6 referto | Roskilde Kings |  |

| 1º maggio 1999, ore 12:00 | Esbjerg Hurricanes | 0 – 55 referto | Herlev Rebels |  |

#### 5ª giornata
| 8 maggio 1999, ore 12:00 | Herlev Rebels | 8 – 35 referto | Aarhus Tigers |  |

| 9 maggio 1999, ore 12:00 | Vejle Saints | 6 – 40 referto | Esbjerg Hurricanes |  |

| 9 maggio 1999, ore 12:00 | Roskilde Kings | 22 – 9 referto | Odense Swans |  |

#### 6ª giornata
| 16 maggio 1999, ore 12:00 | Odense Swans | 20 – 0 referto | Esbjerg Hurricanes |  |

#### 7ª giornata
| 22 maggio 1999, ore 12:00 | Aarhus Tigers | 21 – 12 referto | Roskilde Kings |  |

| 22 maggio 1999, ore 12:00 | Kronborg Knights | 55 – 7 referto | Esbjerg Hurricanes |  |

| 23 maggio 1999, ore 12:00 | Odense Swans | 26 – 18 referto | Herlev Rebels |  |

#### 8ª giornata
| 29 maggio 1999, ore 12:00 | Herlev Rebels | 7 – 37 referto | Kronborg Knights |  |

| 30 maggio 1999, ore 12:00 | Aarhus Tigers | 50 – 0 referto | Vejle Saints |  |

#### 9ª giornata
| 5 giugno 1999, ore 12:00 | Esbjerg Hurricanes | 0 – 52 referto | Aarhus Tigers |  |

| 6 giugno 1999, ore 12:00 | Vejle Saints | 0 – 30 referto | Odense Swans |  |

#### 10ª giornata
| 12 giugno 1999, ore 12:00 | Aarhus Tigers | 21 – 6 referto | Kronborg Knights |  |

| 13 giugno 1999, ore 12:00 | Roskilde Kings | 28 – 21 referto | Herlev Rebels |  |

### Classifica
La classifica della regular season è la seguente:
- PCT = percentuale di vittorie, G = partite giocate, V = partite vinte, P = partite perse, PF = punti fatti, PS = punti subiti

| Pos. | Squadra            | PCT   | G | V | N | P | PF  | PS  |
| ---- | ------------------ | ----- | - | - | - | - | --- | --- |
| 1    | Aarhus Tigers      | 1.000 | 6 | 6 | 0 | 0 | 221 | 32  |
| 2    | Kronborg Knights   | .833  | 6 | 5 | 0 | 1 | 204 | 44  |
| 3    | Roskilde Kings     | .667  | 6 | 4 | 0 | 2 | 143 | 61  |
| 4    | Odense Swans       | .500  | 6 | 3 | 0 | 3 | 94  | 122 |
| 5    | Herlev Rebels      | .333  | 6 | 2 | 0 | 4 | 164 | 126 |
| 6    | Esbjerg Hurricanes | .167  | 6 | 1 | 0 | 5 | 47  | 216 |
| 7    | Vejle Saints       | .000  | 6 | 0 | 0 | 6 | 6   | 278 |

## Playoff

### Tabellone
|  | Semifinali | Semifinali       | Semifinali |                  |   | XI Mermaid Bowl | XI Mermaid Bowl | XI Mermaid Bowl |  |
|  |            |                  |            |                  |   |                 |                 |                 |  |
|  | 1          | Aarhus Tigers    | 36         |                  |   |                 |                 |                 |  |
|  | 1          | Aarhus Tigers    | 36         |                  |   |                 |                 |                 |  |
|  | 4          | Odense Swans     | 6          |                  |   |                 |                 |                 |  |
|  | 4          | Odense Swans     | 6          |                  | 1 | Aarhus Tigers   | 28              |                 |  |
|  |            |                  |            |                  | 1 | Aarhus Tigers   | 28              |                 |  |
|  |            |                  | 2          | Kronborg Knights | 0 |                 |                 |                 |  |
|  | 2          | Kronborg Knights | 2          | Kronborg Knights | 0 | 35              |                 |                 |  |
|  | 2          | Kronborg Knights |            |                  |   |                 |                 |                 |  |
|  | 3          | Roskilde Kings   | 13         |                  |   |                 |                 |                 |  |

### Semifinali
| 19 giugno 1999, ore 12:00 | Kronborg Knights | 35 – 13 referto | Roskilde Kings |  |

| 20 giugno 1999, ore 12:00 | Aarhus Tigers | 36 – 6 referto | Odense Swans |  |

### XI Mermaid Bowl
| 3 luglio 1999, ore 12:00 | Aarhus Tigers | 28 – 0 referto | Kronborg Knights |  |

## Verdetti
- Aarhus Tigers Campioni della Danimarca 1999